# Hospital Municipal Dr. Ricardo de Tadeu Ladeia
O Hospital Municipal Dr. Ricardo de Tadeu Ladeia é uma unidade médica da cidade brasileira de Caetité, alto sertão do estado da Bahia que, como Unidade de Alta Complexidade em Oncologia (UNACON), atende cinquenta municípios da região.
Na época de sua construção a prefeitura assinalava: "Gozando de privilegiada posição, dali praticamente toda a cidade é avistada, ficando ainda em posição equidistante dos lados Sul e Norte do perímetro urbano, o que facilitará seu acesso sobretudo às populações dos bairros Ovídio Teixeira, Santo Antonio, Nossa Senhora da Paz e adjacências - as mais carentes da cidade", estando situado no "Loteamento Rancho Alegre Village (entre as rodovias Caetité - Guanambi - BR-030, e Caetité - Bom Jesus da Lapa - BR-430)".

## Histórico
| Prefeito Ladeia com secretários em junho de 2002 na área doada |  | Preparação do terreno, o prefeito com o doador, Chico Lima |  | Início das obras, janeiro 2003 |
| Prefeito Ladeia com secretários em junho de 2002 na área doada |  | Preparação do terreno, o prefeito com o doador, Chico Lima |  | Início das obras, janeiro 2003 |

O Hospital foi construído na gestão do então prefeito Ricardo Ladeia (2001-2008). O terreno foi doado pelo comerciante Francisco Bastos Lima (Chico Lima). Na cidade havia, abandonada, as bases de outro hospital pertencente ao município, na avenida D. Manoel Raimundo de Melo. Em junho de 2002 o prefeito e o doador fizeram uma visita ao local doado para a construção, onde se constatou que toda a infraestrutura era necessária ser feita, dado o isolamento da área, na época: assim, já no dia 5 de julho a secretaria de obras deu início aos trabalhos de abertura da clareira e terraplenagem da área. No dia 6 de dezembro de 2002 o prefeito assinou a ordem de serviço para o início da construção, numa cerimônia na sede do executivo onde estava presente o empresário Roberto Lima, representante da família doadora, políticos e secretários. A obra coube à MRM Construtora.  Em janeiro de 2003 os recursos federais começaram a ser liberados, e a construção teve início.
A obra foi entregue no final do segundo mandato, tendo para tanto usado recursos municipais, de convênio com o governo federal e das Indústrias Nucleares do Brasil. Recebera, naquele momento, o nome de Hospital Municipal Maria Isabel Ladeia, e foi construído no Bairro Rancho Alegre, que a partir de então "tornou-se um dos principais e mais conhecidos bairros do município, onde suas principais vias são pavimentadas e estão em constante ampliação", sendo um fator de crescimento do lugar.
Na gestão de José Barreira de Alencar Filho (2009-2016) a unidade abrigou as instalações da Unidade de Pronto Atendimento (UPA 24 Horas) quando, por instâncias da então secretária de saúde Cynthia de Abreu Lopes Marques, foram iniciadas negociações com o governo estadual a fim de ali ser instalada a unidade de tratamento do câncer. Na final da gestão de Aldo Ricardo Cardoso Gondim (2017-2020) foi inaugurada a unidade, tendo ainda Cynthia Lopes à frente da pasta da saúde (ela viria a morrer, de câncer, em 2021). O evento contou com a presença do governador, Rui Costa.
Antes, contudo, de ter seu funcionamento para esse fim, com a Pandemia de Covid-19, o Hospital foi transformado em unidade de tratamento da doença até o controle da mesma, quando então passou, já na gestão do prefeito Valtécio Neves Aguiar, à sua finalidade principal.
Em setembro de 2021 e por unanimidade, a Câmara de Vereadores alterou o nome do Hospital Municipal (Unacom) para homenagear o seu idealizador, Ricardo Ladeia, falecido em 2016, através do decreto legislativo 914 de 27 de agosto de 2021.

### Projeto inicial
Em 2004 a prefeitura detalhou as instalações que estavam a ser construídas:
Características do Estabelecimento Assistencial de Saúde (EAS):
 O EAS está sendo construído segundo o sistema de pavilhões, obedecendo as condições da área e a simplicidade construtiva, possuindo um eixo superposto de circulação, integrando suas várias Unidades.
 Serão 3 pavimentos, a saber:
1. Sub-solo, com área construída de 167.85 m², onde funcionará o vestiário;
2. Pavimento Inferior, com total de 1.523,96 m², onde se localizarão a Administração, Hall de Acesso, Imagenologia, Auditório e Serviço;
3. Térreo, com 3.262,50 m², onde estarão funcionando a Administração, os Centros Obstétrico e Cirúrgico, a Enfermagem e Emergência.
Os atendimentos dar-se-ão em 70 leitos, assim distribuídos:
Unidade de Internação:
Clínica Cirúrgica - 20 Leitos
 Clínica Médica - 16 Leitos
 Clínica Obstétrica - 16 Leitos
 Clínica Pediátrica - 16 Leitos
 Isolamento - 02 Leitos
 Berçário - 16 Leitos
Unid. de Tratamento Intensivo - 06 Leitos
 Observação - 11 Leitos

## Unacon Caetité

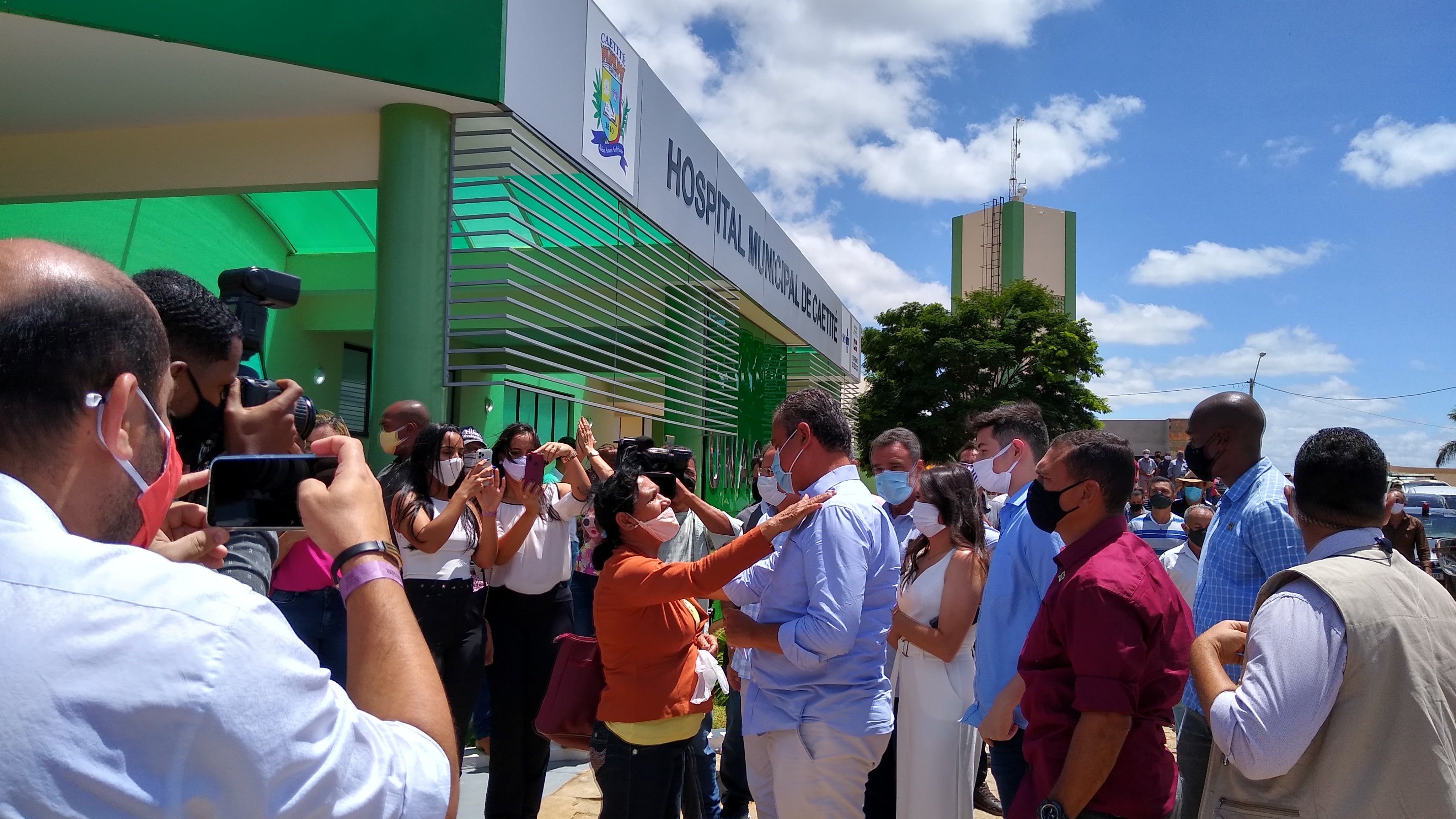
O governador Rui Costa inaugura o "Hospital do Câncer", em foto de André Koehne

No dia 16 de agosto de 2019 foi publicada no Diário Oficial do estado "um convênio entre o Governo da Bahia e a prefeitura de Caetité para a implantação de uma Unidade de Alta Complexidade em Oncologia (Unacon)"; o prefeito de Caetité à época, Aldo Gondim, afirmou que “esse convênio representa a concretização de um compromisso do Governador Rui Costa e um sonho antigo da nossa região, que agora se materializa”.
Em 11 de novembro de 2020 o governador foi a Caetité para inaugurar a unidade de "Hospital do Câncer". Na ocasião o governo estadual informou que "Foram implantados 80 leitos distribuídos entre 10 UTI adulto, 13 Clínica Geral, 19 Cirurgia Geral, 18 Ortopedia e 20 Oncologia Clínica e Cirúrgica. A unidade oferece consultas e exames para acompanhamento, diagnóstico e tratamento, e também conta com centro cirúrgico e serviço de quimioterapia. Ainda faz parte da estrutura do hospital salas de raio-x , tomógrafo, endoscopia, eletrocardiograma, entre outras especialidades" sendo que "o Estado ainda investiu R$ 10 milhões em equipamentos para o hospital, que irá atender 48 municípios da região via Central Estadual de Regulação", e ainda que "o hospital é fruto de parceria entre Governo do Estado e Prefeitura. A gestão estadual investiu mais de R$ 2,8 milhões, valor que corresponde a mais de 90% dos recursos aplicados".
O secretário estadual de saúde, Fábio Vilas-Boas, informou então que o Hospital do Câncer de Caetité iria iniciar suas atividades no dia seguinte e que: “Já para a sexta-feira [13 de novembro], a unidade tem cinco cirurgias programadas. Os atendimentos aqui serão regulados a partir da Central Estadual de Regulação, a partir do sistema lista única do Governo do Estado, atendendo, também, a demanda regional a partir das secretarias municipais de outros municípios do entorno de Caetité”.